# NGC 86
NGC 86 este o galaxie lenticulară situată în constelația Andromeda, membră a grupului NGC 80. A fost descoperită de către Guillaume Bigourdan în 14 noiembrie 1884. Wolfgang Steinicke și NASA/IPAC database au clasificat această galaxie ca fiind o galaxie spirală, iar Courtney Seligman a clasificat-o ca fiind o galaxie lenticulară.

## Galerie

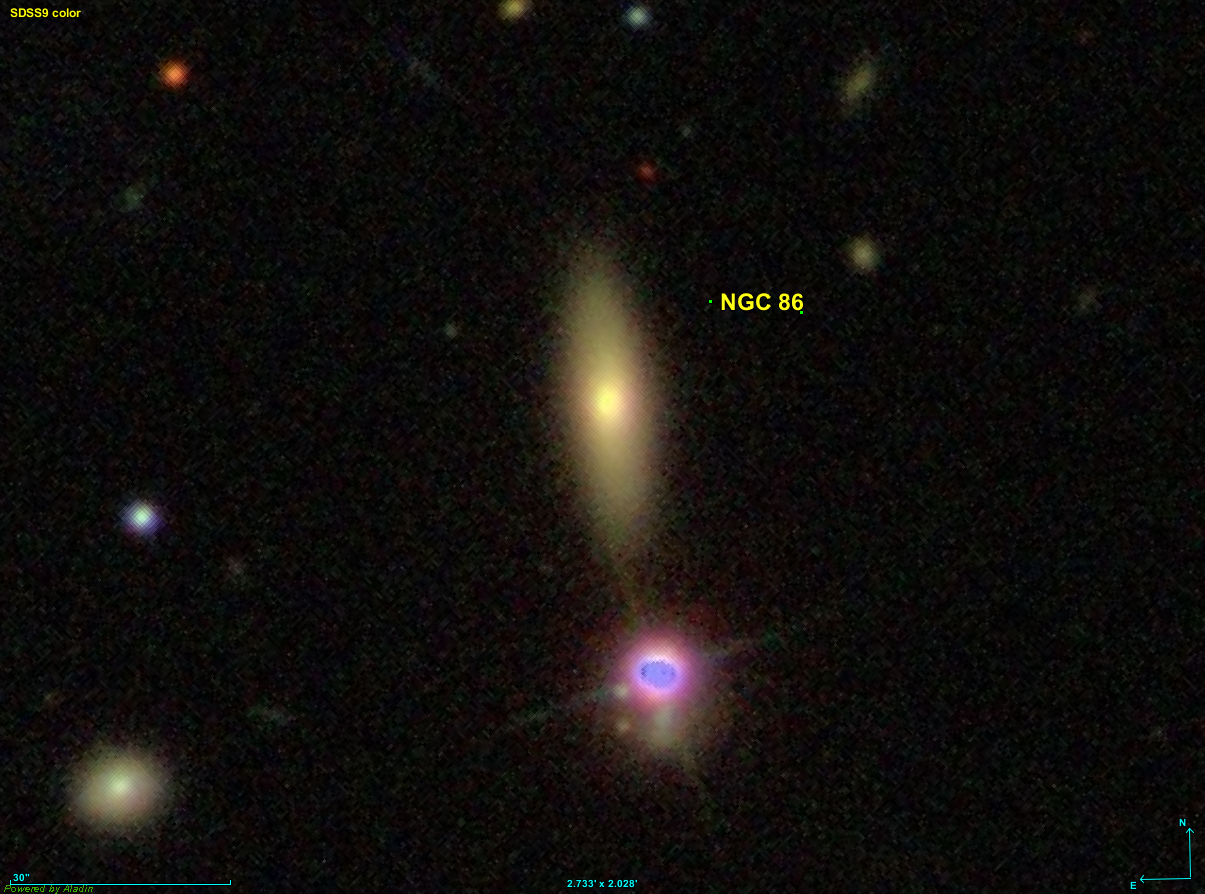
Imagine care sugerează faptul că NGC 86 este o galaxie lenticulară
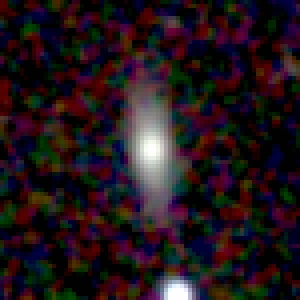
NGC 86 (2MASS)
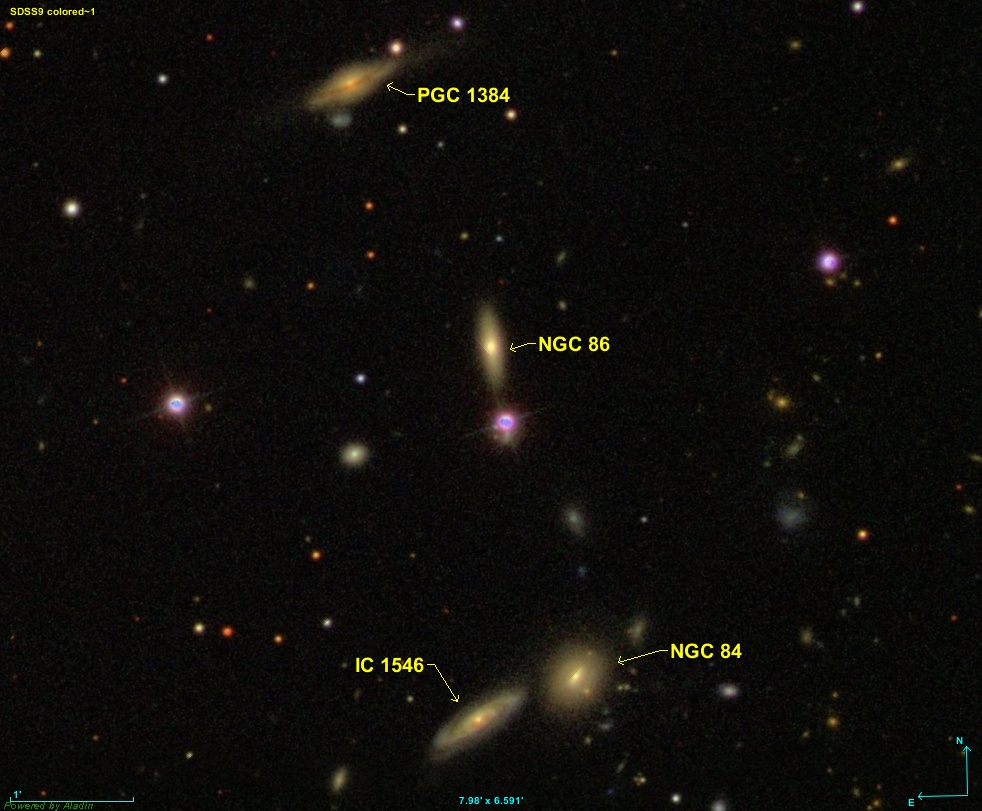
Grupul NGC 80